# Episodi di Soul Food (seconda stagione)
La seconda stagione della serie televisiva Soul Food è stata trasmessa in anteprima negli Stati Uniti d'America da Showtime tra il 27 giugno 2001 e il 13 febbraio 2002.
| nº | Titolo originale            | Titolo italiano | Prima TV USA      | Prima TV Italia |
| -- | --------------------------- | --------------- | ----------------- | --------------- |
| 1  | The Aftermath               | inedito         | 27 giugno 2001    | inedito         |
| 2  | Welcome Home                | inedito         | 4 luglio 2001     | inedito         |
| 3  | Who Do You Know?            | inedito         | 11 luglio 2001    | inedito         |
| 4  | God Bless the Child         | inedito         | 18 luglio 2001    | inedito         |
| 5  | Sex and Money               | inedito         | 25 luglio 2001    | inedito         |
| 6  | Come Back for the Comeback  | inedito         | 1º agosto 2001    | inedito         |
| 7  | Games People Play           | inedito         | 8 agosto 2001     | inedito         |
| 8  | Life Lessons                | inedito         | 15 agosto 2001    | inedito         |
| 9  | The Root                    | inedito         | 22 agosto 2001    | inedito         |
| 10 | Never Can Say Goodbye       | inedito         | 29 agosto 2001    | inedito         |
| 11 | I'm Afraid of Americans     | inedito         | 5 settembre 2001  | inedito         |
| 12 | Running as Fast as I Can    | inedito         | 12 settembre 2001 | inedito         |
| 13 | Fly Away Home               | inedito         | 19 settembre 2001 | inedito         |
| 14 | If You Don't Know Me by Now | inedito         | 26 settembre 2001 | inedito         |
| 15 | From Dreams to Nightmares   | inedito         | 9 gennaio 2002    | inedito         |
| 16 | A Taste of Justice          | inedito         | 16 gennaio 2002   | inedito         |
| 17 | Help                        | inedito         | 23 gennaio 2002   | inedito         |
| 18 | Lovers and Other Strangers  | inedito         | 30 gennaio 2002   | inedito         |
| 19 | In Transition               | inedito         | 6 febbraio 2002   | inedito         |
| 20 | This Must Be Love           | inedito         | 13 febbraio 2002  | inedito         |